# Beaivváš Sámi Našunálateáhter

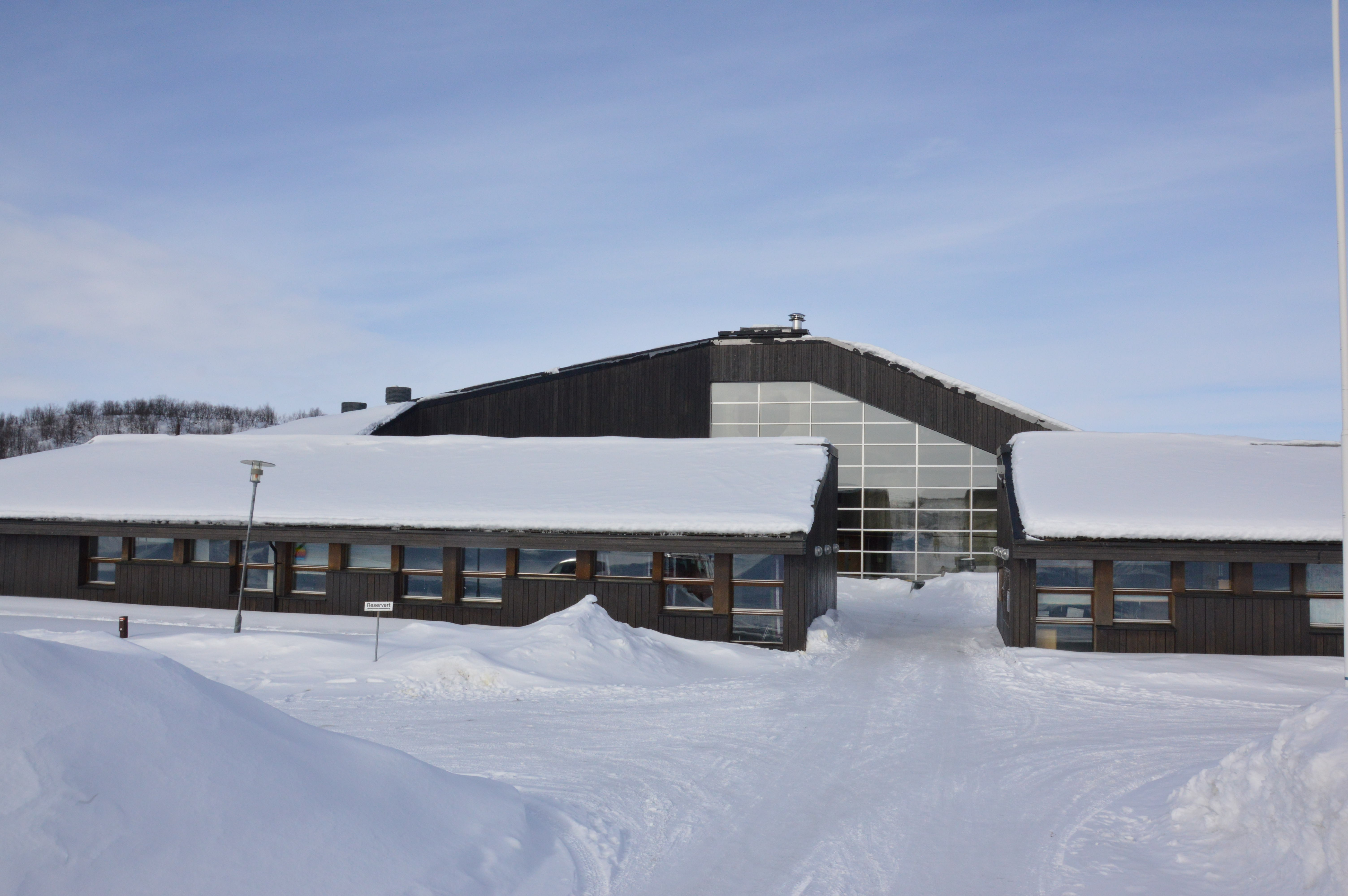
Beaivváš Sámi Našunálateáhter, Kautokeino

Das Beaivváš Sámi Našunálateáhter (kurz Beaivváš; norwegisch Det Samiske Nasjonalteatret Beaivváš; deutsch Samisches Nationaltheater) ist ein samisches Nationaltheater in der Ortschaft Kautokeino in der gleichnamigen Kommune. Es führt Theaterstücke in samischer Sprache auf und tritt im gesamten samischen Sprachgebiet auf.

## Geschichte
Das Theater wurde im Jahr 1981 als eine freie Theatergruppe von Kulturaktivisten während des Alta-Konflikts gegründet. Als erstes Theaterstück wurde Min duoddarat von Ailo Gaup aufgeführt, eine Satire, die sich auf den Konflikt bezog. Seit 1987 erhält das Theater durchgehend staatliche Unterstützung, bis 1990 zunächst nur probeweise. Heute liegt das Theater im Zuständigkeitsbereich des norwegischen Sametings, also des dortigen Parlaments der Samen.
Ziel des Theaters ist es, als Nationaltheater für alle Samen zu dienen, Vorrang haben jedoch Vorstellungen im samischen Gebiet Norwegens. Weitere Vorstellungen werden vom Budget abhängig gemacht.
Im August 2024 bezog das Theater ein neues Gebäude außerhalb vom Kautokeino. In dieses Gebäude zogen auch die Samisk videregående skole (Samische Sekundarschule) und die Reindriftsskole (Schule für Rentierhaltung) mit ein. Die Eröffnung erfolgte durch Bildungsministerin Kari Nessa Nordtun, der Sametingspräsidentin Karine Muotka und der Kultur und Gleichstellungsministerin Lubna Jaffery.

## Theaterbetrieb
Der Sitz des Theaters ist der nordnorwegische Ort Kautokeino in der Provinz (Fylke) Finnmark, es finden allerdings auch Aufführungen außerhalb der dortigen Spielstätte statt. Hauptspielgebiete sind hierbei die samischen Siedlungsgebiete in Norwegen, Schweden und Finnland, seltener auch in Russland. Beaivváš ist das einzige professionelle Theater in Nordeuropa, das ausschließlich Theaterstücke in samischer Sprache spielt. Einige Theaterstücke werden mit Simultanübersetzung in norwegischer oder englischer Sprache aufgeführt.

## Auszeichnungen
- 2015/2016: Kritikerpreis für Theater
- 2016: Heddaprisen für „besonderen künstlerischen Einsatz“[5]